# ビルマ・ロロ・ナシ語群
ビルマ・ロロ・ナシ語群（ビルマ・ロロ・ナシごぐん）は、主にミャンマーの全域や中国の雲南省の西で話される語群。
互いに共通性のある一群の言語で言語系統的にはチベット・ビルマ語派に含まれる。

## 名称
1950年頃まで、ロロという語源は中国語では蔑称で書かれており、そのため使用を避ける傾向もあった。Shafer (1966-1974) は、ロロ・ビルマ語族を「ビルマ語」（現ミャンマー語）と表記した。中国語の用語は、ビルマ語の中国語名とタイ語を表すいくつかの単語のうちの1つにちなんで、1950年以降、中国政府によってロロ語に代わって再割り当てされたミャンマー（Mian-Yi）となった。

## ビルマ・ロロ・ナシ語群での議論
ナシ族（モソ族）のナシ語は、名前には入っているものの位置づけは不明確であり、ロロ諸語、ビルマ語以外の第三のビルマ・ロロ・ナシ語群考えられていることが多いため、ロロ・ビルマ語群といわれることもある。Lama (2012) はこれをロロ諸語の一派とみなし、Guillaume Jacques はこれをチアン語群の一派とみなしている。
- ビルマでビルマ語に先行するピュー語はビルマ・ロロ・ナシ語群に連なることもあるが、特に分類する証拠はないため、シナ・チベット語族の中に分類しない方が良いといわれている。
- Löffler (1966) と Bradley (1997) はムル語（英語版）をロロ＝ビルマ語に近縁または一部とみなしており、Matisoffはムル語を北東インド地域群に含めている。
- また3世紀から記録されているパイラン語（英語版）はロロ・ビルマ・ナシ語群であり、おそらくそのうちのロロ諸語であろうという議論もあった。